# Forum Politologiczne
Forum Politologiczne - czasopismo naukowe ukazujące się od 2004 r., wydawane przez Instytut Nauk Politycznych Uniwersytetu Warmińsko-Mazurskiego w Olsztynie. Publikuje prace dotyczące nauk politycznych i pokrewnych.
W założeniu komitetu redakcyjnego "Forum" ma być głosem naukowców w dyskursie nad współczesnymi problemami świata, szczególnie tymi, które są mało dostrzegane lub nie uwzględniane przez środki społecznego przekazu.
Do końca 2012 r. ukazało się 13 tomów czasopisma.

## Poszczególne tomy
- Tom 9 - Ugrupowania polityczne i ruchy społeczne w Afryce pod red. Arkadiusza Żukowskiego, Olsztyn 2009.
- Tom 8, Współczesny Daleki Wschód w stosunkach międzynarodowych – rywalizacja i mocarstwowość pod red. Degefe Kebede Gemechu, Olsztyn 2008.
- Tom 7 - Przywództwo i przywódcy we współczesnej Afryce, pod red. Arkadiusza Żukowskiego, Olsztyn 2008.
- Tom 6 - Odmiany dyskursu politycznego, pod red. Pawła Woronieckiego, Olsztyn 2007.
- Tom 5 - Narody XXI wieku, pod red. Adama Hołuba, Olsztyn 2007.
- Tom 4 - Islam we współczesnej Afryce, pod red. Arkadiusza Żukowskiego, Olsztyn 2006.
- Tom 3 - Kontakty polsko-afrykańskie. Przeszłość, teraźniejszość, przyszłość, pod red. Arkadiusza Żukowskiego, Olsztyn 2005.
- Tom 2 - Wielokulturowość w dobie globalizacji oraz integracji europejskiej, pod red. Pawła Woronieckiego, Olsztyn 2005.
- Tom 1 - Z problemów społeczno-politycznych współczesnej Afryki subsaharyjskiej, pod red. Arkadiusza Żukowskiego, Olsztyn 2004.